# Universiade d'été de 1989
Navigation
Édition précédente Édition suivante
La 15e édition de l'Universiade d'été s'est déroulée à Duisbourg, en Allemagne de l'Ouest. Cette édition marquait la dernière fois que l'Allemagne de l'Ouest et l'Allemagne de l'Est participaient à l'Universiade d'été.
À l'origine cette édition devait avoir lieu à São Paulo mais l'agitation politique régnant au Brésil pendant les années 1988 et 1989, a obligé les organisateurs à transférer la compétition à Duisbourg en RFA, où seules quatre épreuves ont pu se dérouler.

## Disciplines
| - Athlétisme (42) (Résultats détaillés) - Aviron (13) - Basket-ball (1) - Escrime (10) |

## Tableau des médailles
| Rang | Pays                 | Médaille d'or | Médaille d'argent | Médaille de bronze | Total |
| 1    | Union soviétique     | 9             | 11                | 8                  | 28    |
| 2    | États-Unis           | 9             | 9                 | 8                  | 26    |
| 3    | Cuba                 | 8             | 7                 | 4                  | 19    |
| 4    | Italie               | 8             | 3                 | 5                  | 16    |
| 5    | Roumanie             | 8             | 2                 | 0                  | 10    |
| 6    | Hongrie              | 4             | 4                 | 1                  | 9     |
| 7    | Chine                | 4             | 2                 | 5                  | 11    |
| 8    | Allemagne de l'Ouest | 3             | 8                 | 8                  | 19    |
| 9    | Kenya                | 3             | 2                 | 1                  | 6     |
| 10   | Bulgarie             | 2             | 0                 | 0                  | 2     |
| 11   | France               | 1             | 1                 | 3                  | 5     |
| 12   | Allemagne de l'Est   | 1             | 1                 | 2                  | 4     |
| 12   | Japon                | 1             | 1                 | 2                  | 4     |
| 12   | Pologne              | 1             | 1                 | 2                  | 4     |
| 15   | Brésil               | 1             | 1                 | 0                  | 2     |
| 16   | Finlande             | 1             | 0                 | 3                  | 4     |
| 17   | Jamaïque             | 1             | 0                 | 0                  | 1     |
| 17   | Norvège              | 1             | 0                 | 0                  | 1     |
| 19   | Espagne              | 0             | 3                 | 4                  | 7     |
| 20   | Canada               | 0             | 3                 | 2                  | 5     |
| 21   | Pays-Bas             | 0             | 2                 | 2                  | 4     |
| 22   | Japon                | 0             | 2                 | 0                  | 2     |
| 23   | Suède                | 0             | 1                 | 1                  | 2     |
| 24   | Nigeria              | 0             | 1                 | 0                  | 1     |
| 24   | Turquie              | 0             | 1                 | 0                  | 1     |
| 26   | Australie            | 0             | 0                 | 3                  | 3     |
| 27   | Corée du Sud         | 0             | 0                 | 1                  | 1     |
| 27   | Grèce                | 0             | 0                 | 1                  | 1     |